# Törringe församling
Törringe församling var en församling i Lunds stift och i Svedala kommun. Församlingen uppgick 1998 i Törringe-Västra Kärrstorps församling.

## Administrativ historik
Församlingen har medeltida ursprung. 
Församlingen var till 1962 i pastorat med Skabersjö församling, före 29 juli 1598 som moderförsamling, därefter som annexförsamling. Från 1962 till 1980 var församlingen  annexförsamling i pastoratet Västra Ingelstad, Östra Grevie, Mellan-Grevie, Södra Åkarp, Arrie och Törringe. Från 1980 till 1998 var den annexförsamling i pastoratet Svedala, Börringe, Törringe och Västra Kärrstorp. Församlingen uppgick 1998 i Törringe-Västra Kärrstorps församling.

## Kyrkor
- Törringe kyrka